# Premier ministre des îles Turques-et-Caïques
Le Premier ministre des îles Turques-et-Caïques (en anglais : Premier of the Turks and Caicos Islands) est le chef du gouvernement des îles Turques-et-Caïques, un territoire d'outre-mer autonome du Royaume-Uni. Il est nommé par le gouverneur parmi les membres du parti majoritaire au Parlement des îles Turques-et-Caïques. Jusqu'en 2006, la fonction est connu sous le nom de ministre en chef des îles Turques-et-Caïques (Chief Minister of the Turks and Caicos Islands).
Le Premier ministre et son gouvernement — composé des ministres les plus importants — sont collectivement responsables de leurs politiques et de leurs actions devant le roi Charles III, le Parlement, leur parti politique et, en fin de compte, les électeurs.
L'actuel titulaire de la fonction est Washington Misick du Parti national progressiste depuis le 20 février 2021.

## Histoire
Une nouvelle Constitution est entrée en vigueur le 7 août 2006, après avoir été déposée au Conseil législatif des îles Turques-et-Caïques et avoir reçu la sanction royale de la reine Élisabeth II. La nouvelle Constitution des îles Turques-et-Caïques change le titre du ministre en chef et du ministre en chef adjoint en Premier ministre (Premier) et vice-Premier ministre (Deputy Premier),.
Le 14 août 2009, le Royaume-Uni suspend l'autonomie des îles Turques-et-Caïques à la suite d'allégations de corruption de la classe politique des îles notamment du Premier ministre Michael Misick. Les prérogatives du gouvernement et de l'Assemblée sont dévolues au gouverneur en exercice du territoire pour une période de deux ans jusqu'à l'organisation de nouvelles élections législatives, qui interviennent finalement trois ans plus tard en novembre 2012 après la promulgation d'une nouvelle Constitution,.

## Liste des titulaires

### Ministres en chef (1976-2006)
| N°                                                    | Portrait          | Titulaire (Naissance-mort)     | Élection  | Mandat          | Mandat                        | Mandat                     | Parti politique | Parti politique |
| N°                                                    | Portrait          | Titulaire (Naissance-mort)     | Élection  | Début           | Fin                           | Durée                      | Parti politique | Parti politique |
| ----------------------------------------------------- | ----------------- | ------------------------------ | --------- | --------------- | ----------------------------- | -------------------------- | --------------- | --------------- |
| 1                                                     | Jags McCartney    | Jags McCartney (1945-1980)     | 1976      | 31 août 1976    | 9 mai 1980 (mort en fonction) | 3 ans, 8 mois et 8 jours   |                 | PDM             |
| 2                                                     | Oswald Skippings  | Oswald Skippings (né en 1953)  | —         | 19 juin 1980    | 4 novembre 1980               | 4 mois et 16 jours         |                 | PDM             |
| 3                                                     | Norman Saunders   | Norman Saunders (né en 1943)   | 1980 1984 | 4 novembre 1980 | 28 mars 1985                  | 4 ans, 4 mois et 24 jours  |                 | PNP             |
| 4                                                     | Nathaniel Francis | Nathaniel Francis (1912-2004)  | —         | 28 mars 1985    | 25 juillet 1986               | 1 an, 3 mois et 27 jours   |                 | PNP             |
| Fonction suspendue du 25 juillet 1986 au 3 mars 1988. |                   |                                |           |                 |                               |                            |                 |                 |
| (2)                                                   | Oswald Skippings  | Oswald Skippings (né en 1953)  | 1988      | 3 mars 1988     | 3 avril 1991                  | 3 ans et 1 mois            |                 | PDM             |
| 5                                                     | Washington Misick | Washington Misick (né en 1950) | 1991      | 3 avril 1991    | 31 janvier 1995               | 3 ans, 9 mois et 28 jours  |                 | PNP             |
| 6                                                     | Derek Hugh Taylor | Derek Hugh Taylor (né en 1951) | 1995 1999 | 31 janvier 1995 | 15 août 2003                  | 8 ans, 6 mois et 15 jours  |                 | PDM             |
| 7                                                     | Michael Misick    | Michael Misick (né en 1966)    | 2003      | 15 août 2003    | 7 août 2006                   | 2 ans, 11 mois et 25 jours |                 | PNP             |

### Premiers ministres (depuis 2006)
| N°                                                      | Portrait                     | Titulaire (Naissance-mort)                | Élection  | Mandat           | Mandat           | Mandat                    | Parti politique | Parti politique |
| N°                                                      | Portrait                     | Titulaire (Naissance-mort)                | Élection  | Début            | Fin              | Durée                     | Parti politique | Parti politique |
| ------------------------------------------------------- | ---------------------------- | ----------------------------------------- | --------- | ---------------- | ---------------- | ------------------------- | --------------- | --------------- |
| 1                                                       | Michael Misick               | Michael Misick (né en 1966)               | 2007      | 7 août 2006      | 23 mars 2009     | 2 ans, 7 mois et 14 jours |                 | PNP             |
| 2                                                       | Galmo Williams               | Galmo Williams (né en 1966)               | —         | 23 mars 2009     | 14 août 2009     | 4 mois et 22 jours        |                 | PNP             |
| Fonction suspendue du 14 août 2009 au 13 novembre 2012. |                              |                                           |           |                  |                  |                           |                 |                 |
| 3                                                       | Rufus Ewing                  | Rufus Ewing (né en 1968)                  | 2012      | 13 novembre 2012 | 20 décembre 2016 | 4 ans, 1 mois et 7 jours  |                 | PNP             |
| 4                                                       | Sharlene Cartwright-Robinson | Sharlene Cartwright-Robinson (né en 1971) | 2016      | 20 décembre 2016 | 20 février 2021  | 4 ans et 2 mois           |                 | PDM             |
| 5                                                       | Washington Misick            | Washington Misick (né en 1950)            | 2021 2025 | 20 février 2021  | en cours         | 4 ans et 22 jours         |                 | PNP             |